# Melignomon zenkeri
El indicador de Zenker (Melignomon zenkeri) es una especie de ave piciforme de la familia Indicatoridae que vive en África Central.

## Distribución y hábitat
Se encuentra en las selvas de Camerún, Guinea Ecuatorial, Gabón, República Centroafricana, República del Congo, República Democrática del Congo y el extremo occidental de Uganda.